# Энергетическая стратегия России
Энергетическая стратегия России — документ, определяющий цели и задачи долгосрочного развития энергетики Российской Федерации, а также механизмы государственной энергетической политики. По состоянию на 2019 год, действует энергетическая стратегия на период до 2030 года, утверждённая в 2009 году.
Положения стратегии применяются при разработке и корректировке программ социально-экономического развития, энергетических стратегий и программ регионов России, комплексных программ по энергетическому освоению территорий регионов и континентального шельфа России, при разработке и корректировке генеральных схем развития отдельных отраслей топливно-энергетического комплекса, программ геологического изучения, при подготовке и корректировке инвестиционных программ и крупных проектов энергетических компаний.

## История
Разработка первой энергетической стратегии была начата в 1990 году силами Министерства топлива и энергетики РСФСР. Период разработки совпал с периодом распада СССР и переходом России к рыночной экономике. 10 сентября 1992 года была утверждена Концепция энергетической политики России, на её базе в 1993—1994 годах была разработана первая энергетическая стратегия России на период до 2010 года, одобренная правительством России в 1995 году.
В 2003 году была утверждена энергетическая стратегия до 2020 года, а в 2009 году — энергетическая стратегия до 2030 года. В 2015 году был подготовлен, но по состоянию на 2019 год не утверждён проект энергетической стратегии до 2035 года. Ведётся разработка энергетической стратегии до 2050 года.
В ноябре 2024 года представлена Энергостратегия-2050. Согласно документу, ожидаемый уровень газификации в РФ к 2030 году вырастет до 82,9% с 73,8% по итогам 2023 года, в 2036 году показатель составит 84%, а к 2050 достигнет 86,2%.

## Принципы
Стратегия построена на трёх основных принципах:
- Обеспечение энергетической безопасности России;
- Обеспечение эффективного использования природных ресурсов и энергетического потенциала России;
- Необходимость модернизации топливно-энергетического комплекса России.

## Содержание стратегии
В энергетической стратегии содержатся
- основные тенденции и прогнозные оценки социально-экономического развития России, а также взаимодействия экономики и энергетики;
- перспективы спроса на российские энергоресурсы;
- перспективы развития топливно-энергетического комплекса России;
- ожидаемые результаты и система реализации стратегии.

## Прогнозы и ожидаемые результаты
Стратегией предполагается, что опережающими темпами будут развиваться малоэнергоёмкие отрасли промышленности, специализирующиеся на выпуске высокотехнологичной и наукоемкой продукции. Ожидается, что к 2030 году доля малоэнергоёмких отраслей (машиностроение, лёгкая, пищевая промышленность и др.) в структуре промышленного производства вырастет в 1,5 — 1,6 раза и составит более половины общего объема промышленного производства в стране. При этом удельная энергоёмкость ВВП к 2030 году должна составить 44 % от уровня 2005 года. Добыча нефти к 2030 году должна возрасти до 530—535 млн тонн (факт на 2008 год — 488 млн тонн), газа — до 885—940 млрд м³ (факт 2008 года — 664 млрд м³), угля до 425—470 млн тонн (факт 2008 года — 326 млн тонн).
В части экспорта энергоресурсов, ожидается сокращение доли европейского направления сокращаться за счет восточного направления (Китай, Япония, Южная Корея и др.). Планируется, что к 2030 году удельный вес восточного направления в экспорте нефти и нефтепродуктов возрастёт до 22 — 25 %, а в экспорте газа — до 19 — 20 %. При этом экспорт нефти к 2030 году должен составить 222—248 млн тонн (факт 2008 года — 248 млн тонн), природного газа — 349—368 млрд м³ (факт 2008 года — 241 млрд м³), угля — 67-74 млн тонн (факт 2008 года — 70 млн тонн), электроэнергии — 45-60 млрд кВт·ч (факт 2008 года — 17 млрд кВт·ч).
Потребление электроэнергии к 2030 году планируется в объёме 1740—2164 млрд кВт·ч, мощность электростанций к 2030 году должна составить 355—445 ГВт, в том числе АЭС 52-62 ГВт, ГЭС и ВИЭ 91-129 ГВт, ТЭС 212—254 ГВт. Доля безуглеродных электростанций (АЭС, ГЭС, ВИЭ) к 2030 году по сравнению с 2008 году должна возрасти с 32,5 % до 38 %, доля газа в топливном балансе электроэнергетики снизиться с 70 % до 60-62 %, доля угля — возрасти с 26 до 34-36 %. КПД угольных электростанций должен возрасти с 34 % до 41 %, газовых электростанций — с 38 % до 53 %.

## Требуемые инвестиции
Запланированное стратегией развитие отраслей топливно-энергетического комплекса, возобновляемых источников энергии, централизованного теплоснабжения, автономной энергетики и энергосбережения потребует инвестиций в размере $2,4 — 2,8 трлн (в период 2009—2030 годов). В том числе необходимые инвестиции в развитие электроэнергетики оцениваются в $572-888 млрд, нефтяной промышленности в $609-625 млрд, газовой промышленности в $565-590 млрд, угольной промышленности в $68-76 млрд.

## Критика
Энергетическая стратегия критикуется за недостаточную обоснованность прогнозов. Так, рост цен на нефть значительно превысил заложенные в стратегии до 2020 года величины, а объемы нефте- и газодобычи превысили даже оптимистический сценарий. Фактическая динамика цен на нефть не совпала с прогнозами и стратегии до 2030 года. Не оправдались прогнозы ввода в эксплуатацию крупного Штокмановского газоконденсатного месторождения, а также начала крупномасштабного экспорта нефти и сжиженного природного газа в США. Также не совпали с реальностью прогнозы значительной роли России в транзите среднеазиатского газа в Европу и страны СНГ (вследствие отказа в 2013 году от транзита газа из Туркменистана), а также прогноз масштабов поставок газа в восточном направлении. Стратегия до 2030 года предусматривает активную интеграцию России в мировое энергетическое пространство и благоприятные условия для реализации энергетических проектов на европейском направлении, что не оправдалось вследствие введения санкций и сопротивления прокладке новых газопроводов («Южного потока» и «Северного потока-2»).